# Gaio-azul
O gaio-azul (Cyanocitta cristata) é uma ave passeriforme e membro da família dos corvos (Corvidae), que é originária da América do Norte. É uma espécie adaptável, agressiva, e onívora.

## Descrição
O gaio-azul adulto mede cerca de 30 cm desde o bico até à cauda, e pesa aproximadamente 70-100g , com uma envergadura de cerca de 34–43 cm. A sua plumagem é azul na cabeça, no dorso, nas asas, e na cauda. O resto do seu corpo é branco-acinzentado com umas listas pretas na cara, nas pontas das asas, e na cauda. O bico, as patas, e os olhos, são pretos. Tem uma coroa de penas na cabeça, que pode elevar e abaixar de acordo do seu humor. Como nos outros pássaros de cor azul, a coloração do gaio-azul não deriva-se dos pigmentos, mas é resultado da refração da luz nas penas. Se uma pena do gaio azul é esmagada, a cor azul desaparece; a isto chama-se coloração estrutural.

## Distribuição e Habitat
O gaio-azul vive unicamente na América do Norte, desde a parte meridional do Canadá até Texas e Florida. O seu alcance estende-se até as regiões áridas no oeste dos Estados Unidos. Multiplica-se em bosques, parques, e em áreas residenciais.

## Comportamento
O gaio-azul é geralmente agressivo e afugenta as outras aves de locais onde há comida. Também tenta afugentar qualquer predador que tente aproximar-se seu ninho, até mesmo as aves de rapina e os humanos. Às vezes, o gaio azul rouba ovos e pintainhos dos ninhos de outros pássaros. Gaios jovens têm tendência a coleccionar objectos brilhantes, como tampas das garrafas, e pedaços de folha de alumínio. Em cativeiro, alguns gaios azuis podem aprender a usar ferramentas para obter comida.

## Vocalização
A voz deste pássaro é muito variada, mas o som mais reconhecido é a sinal do alarme, a qual é um grito como o de uma gaivota. Usa este sinal com outros sons altos para afugentar os predadores, como os falcões. Os gaios azuis também usam muitos sons baixos entre eles para comunicarem entre si. Como outros córvidos, os gaios azuis podem imitar muitos sons, até mesmo a voz humana.

## Dieta
Esta ave é omnívora e come quase qualquer coisa que possa obter, tal como sementes, grãos, frutas, bagas, insectos, pão, ovos, carne, etc. Um dos seus alimentos preferidos é a bolota.

## Reprodução
A temporada de criação começa no meio de Março e continua até o mês de Julho. Pode construir o seu ninho de paus, musgos, etc. em qualquer árvore ou arbusto, mas as perenifólias são preferidas. Os gaios azuis são monógamos. Ambos os sexos constroem o ninho e criam os filhotes; só a fêmea incuba os 4-5 ovos por 16-18 dias, mas o macho traz-lhe comida durante este tempo. Depois de 17-21 dias, os filhotes saem do ninho, mas todos os elementos da família viajam e procuram comida juntos até ao Outono.